# PowerDVD
O CyberLink PowerDVD é um tocador de mídia de licença proprietária disponível para Windows e Linux. A última versão do programa é a 20.
Várias edições do mesmo são vendidas comercialmente, incluindo a Ultra, Deluxe e Standard. Todas as edições são capazes de reproduzir DVDs, mas só a Ultra tem suporte ao formato Blu-ray.
O produto é distribuído através de mídia física para instalação (CD) ou por meio de download pelo site da Cyberlink. O PowerDVD normalmente acompanha vários sistemas de computadores e periféricos (particularmente, drives óticos).

## Recursos e Funções
Recursos especiais e funções suportadas pela última versão do PowerDVD 8 Ultra.

### Decoders Nativos de Vídeo
- AVCHD
- MPEG-2 HD
- WMV HD
- MPEG-4 AVC (H.264)
- MPEG-2
- MPEG-1
- DivX
- VC-1
- SMPTE

O suporte ao formato HD DVD foi incluído em algumas versões do PowerDVD 7, mas foi removido do PowerDVD 8 porque o mesmo não era mais apoiado por nenhum estúdio, não havendo mais novos lançamentos. A funcionalidade pode ser reabilitada através de algumas modificações.
A Cyberlink aconselha os usuários que querem manter a reprodução de HD DVD a adquirir as edições Ultra do PowerDVD 7 e 8, que podem ser instaladas em conjunto no mesmo sistema.

### Decoders Nativos de Áudio e Efeitos
- Dolby Meridian Lossless Packing (MLP)
- Dolby TrueHD (7.1 Channel)
- Dolby Digital Plus (7.1 Channel)
- Dolby Digital EX (7.1 Channel)
- Dolby Digital (2 & 5.1 Channel)
- DTS-HD (7.1 Channel)
- DTS-ES (Discrete & Matrix)
- DTS 96/24 Decoding
- DTS (5.1 Channel)
- LPCM
- AAC
- MP3
- CyberLink TrueTheater™ Surround
- Dolby Pro Logic IIx Surround Sound
- Dolby Virtual Speaker
- DTS Neo: 6